# Џенифер 8
Џенифер 8 (енгл. Jennifer 8) је амерички криминалистички мистеријски трилер филм Бруса Робинсона из 1992. године, по његовом сценарију.
Џон, полицајац из великог града, сели се у мали град где упознаје младу жену са оштећењем вида и заљубљује се у њу. У међувремену, серијски убица је на слободи и само Џон зна за то.

## Радња
Полицајац из Лос Анђелеса Џон Берлин (Енди Гарсија) премештен је по савету свог пријатеља Фредија Роса (Ленс Хенриксен) у мали, миран град Еурека у северној Калифорнији. Џон се постепено опоравља од развода и зависности од алкохола.
Женска рука је откривена на сметлишту, а Берлину је поверена безнадежна истрага. Под претпоставком да су трагови на прстима остали од читања Брајевог писма, Берлин почиње серију убистава седам девојака, од којих је већина била слепа. Пошто је последња седма жртва у истрази добила кодно име „Џенифер“, Џон следећу потенцијалну жртву назива „Џенифер 8“. Током истраге упознаје сусетку једне од жртава, слепе девојке, виолончелисткињу Хелен Робертсон (Ума Турман). Манијак лови девојку, пошто је Хелен, иако лоша, ипак сведок убиства. Била је у просторији када је убица одвео жртву, а такође је чула звук мотора његовог аутомобила. Поред тога, предложила је да убица користи освеживач даха. Постепено, почиње романса између Хелен и Џона. Током једне од њихових заједничких шетњи, Хелен, чувши буку мотора мини комбија у пролазу, каже Берлину да је звук сличан буци мотора убичиног аутомобила. Из овога полицајац закључује да је манијак био у комбију. Касније се Берлин замало сударио са комбијем на путу. Након што је угледао овај аутомобил на паркингу, Берлин прегледа његово тело и проналази празну капсулу од неке врсте медицинског лека. У овом тренутку појављује се девојка која је власник аутомобила, којој се Берлин, наравно, представио као полицајац и сазнао да повремено посећује интернат за слепе.
На станици, међутим, нико не верује у Џонову верзију серијског убице. Док покушава да ухвати убицу ноћу у спаваоници са Фредијем Росом, Џон је погођен у главу. Убица, напуштајући хостел, смртно рани Фредија хицем из пиштоља. Пошто су обојица били пијани и нико није видео инцидент, сумња пада на самог Џона Берлина. Оптужен је за смрт свог партнера, притворен и случај проследио ФБИ. Током Џоновог тешког испитивања, агент ФБИ-ја Ст. Ена (Џон Малкович) га случајно доводи до одлучујућег нагађања показујући му потпуно исту капсулу лека коју је раније видео у Берлиновом комбију, али је пронашао у Росовом ауту. Открива се да је Рос боловао од астме. Схвативши да убица не користи освеживач даха, већ лек за астму, Берлин након испитивања сазнаје адресу власника комбија који је прегледао. Иза убистава стоји полицијски наредник Џон Тејлор (Грејем Бекел), који је радио са Берлином у истом одељењу. Детињство манијак и садиста провео је међу слепима, како је његова мајка предавала у интернату, па отуда његова привлачност према слепима. Захваљујући супрузи покојног Фредија Роса, Марџи (Кејти Бејкер), Берлин је пуштен уз кауцију. Тејлор се ушуња у спаваоницу док Берлин јури тамо колима. Тејлор намерава да убије Хелен и јури је мрачним ходником. Сустигавши девојку, уместо Хелен види Марџи, која пуца на Тејлора у уском ходнику хостела.